# Adam Johann von Krusenstern

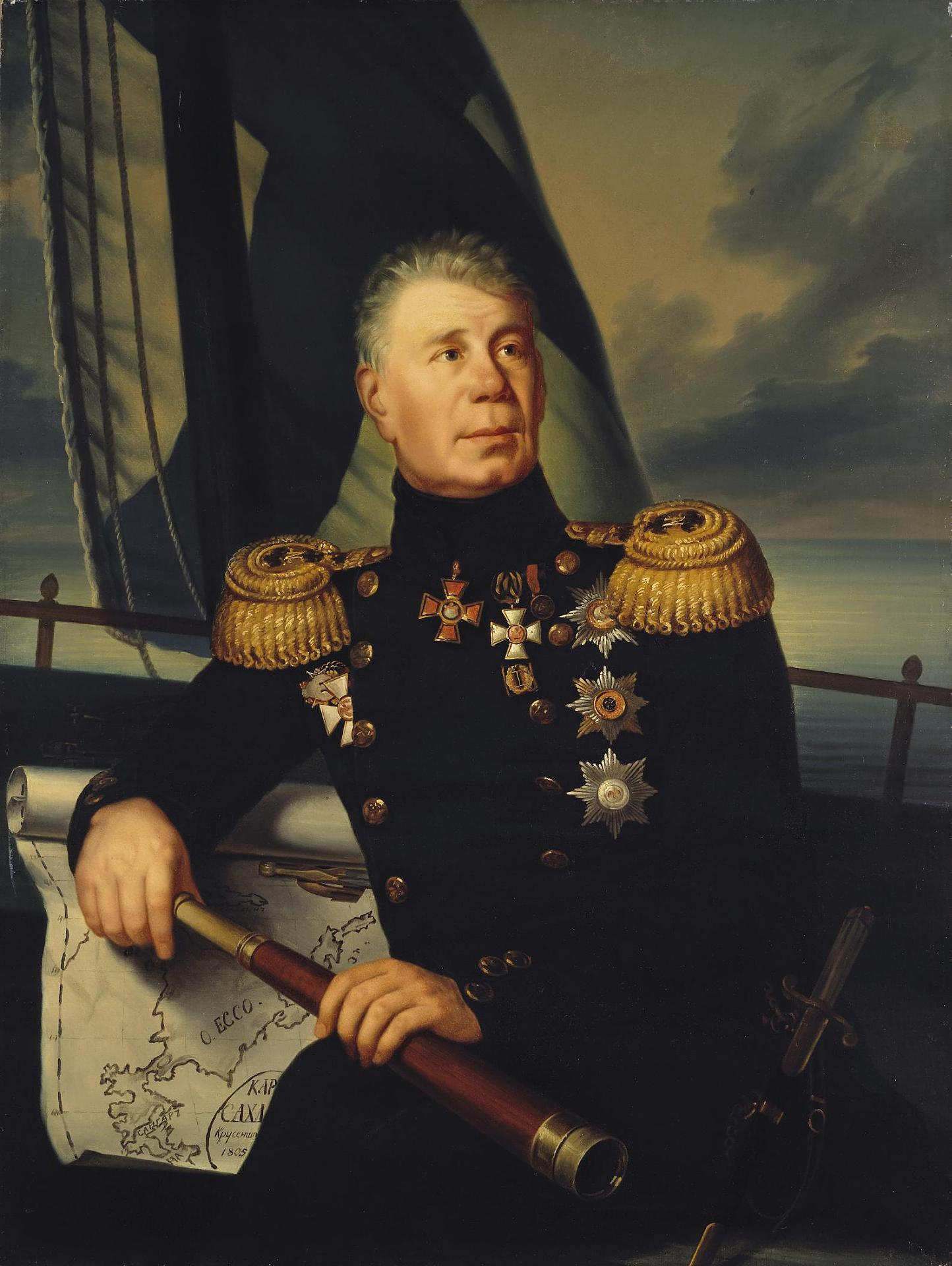
Adam Johann Baron von Krusenstern (1770-1846)

Adam Johann von Krusenstern (Haggud, 19 november 1770 - Schloss Ass, 24 augustus 1846) was een Baltisch-Duits admiraal en ontdekkingsreiziger in Russische dienst. In Rusland is hij beter bekend onder de naam Ivan Fjodorovitsj Kroezensjtern (Russisch: Иван Федорович Крузенштерн). 
Krusenstern leidde een wereldwijde vertegenwoordigingsmissie op bevel van de Russische Tsaar Alexander I van 1803 tot 1806. Het doel van deze missie was handelsrelaties tot stand te brengen met Japan (zie Verdrag van Shimoda), China, de handel met Zuid-Amerika vlotter te doen verlopen en de kansen op een kolonie in Californië te onderzoeken. Hij reisde samen met zijn neef Otto von Kotzebue en Adelbert von Chamisso.
Krusenstern werd geboren in Estland en stierf er ook: zijn grafmonument bevindt zich in de dom van Tallinn.
Krusenstern woonde begin negentiende eeuw op het kasteel van Kiltsi. Hier is ook een klein museum.
Er is een krater op de maan naar hem genoemd, maar bekender is de Russische viermaster de Krusenstern, die regelmatig in de Nederlandse havens is te zien geweest bij manifestaties als Sail Amsterdam en Delfsail. De Krusenstern is het opleidingsschip van de Russische marine. Ook het oostelijke VS-eiland van de Diomedeseilanden in de Beringstraat (Kleine Diomedes) wordt in het Russisch Kroezensjtern genoemd.